# Crateri lunari (T-Z)
Segue un elenco dei crateri d'impatto lunari ufficialmente riconosciuti dall'Unione Astronomica Internazionale le cui iniziali siano comprese tra T e Z.

## T
| Cratere         | Eponimo                                                              | Latitudine | Longitudine | Diametro  | Crateri minori                                            |
| --------------- | -------------------------------------------------------------------- | ---------- | ----------- | --------- | --------------------------------------------------------- |
| T. Mayer        | Tobias Mayer - Astronomo tedesco (1723-1762).                        | 15,54° N   | 330,83° E   | 33,15 km  | A B C D E F G H K L M N P R S W Z                         |
| Tacchini        | Pietro Tacchini - Astronomo italiano (1838-1905).                    | 5,08° N    | 85,82° E    | 42,58 km  | nessuno                                                   |
| Tacitus         | Publio Cornelio Tacito - Storico romano (c. 55-120).                 | 16,2° S    | 18,95° E    | 39,81 km  | A B C D E F G H J K L M N O Q R S X                       |
| Tacquet         | André Tacquet - Matematico belga (1612-1660).                        | 16,64° N   | 19,2° E     | 6,43 km   | (A) B C                                                   |
| Tai Wei         | Tai Wei - Uno dei tre recinti delle costellazioni cinesi.            | 44,15° N   | 340,51° E   | 0,48 km   | nessuno                                                   |
| Taizo           | Taizo - Nome maschile giapponese.                                    | 24,7° N    | 2,2° E      | 8,19 km   | nessuno                                                   |
| Talbot          | William Fox Talbot - Fisico britannico (1800-1877).                  | 2,47° S    | 85,3° E     | 12,36 km  | nessuno                                                   |
| Tamm            | Igor' Evgen'evič Tamm - Fisico sovietico (1895-1971).                | 4,32° S    | 146,38° E   | 40,54 km  | nessuno                                                   |
| Tannerus        | Adam Tanner - Matematico austriaco (1572-1632).                      | 56,44° S   | 21,92° E    | 28,07 km  | A B C D E F G H J K L M N P                               |
| Taruntius       | Lucio Taruzio - Astrologo romano (fl. 86 a.C.).                      | 5,5° N     | 46,54° E    | 57,32 km  | (A) B (C) (D) (E) F (G) H K L (M) (N) O P R S T U V W X Z |
| Taylor          | Brook Taylor - Matematico britannico (1685-1731).                    | 5,28° S    | 16,65° E    | 36,35 km  | A B C D E AB                                              |
| Tebbutt         | John Tebbutt - Astronomo australiano (1834-1916).                    | 9,46° N    | 53,52° E    | 33,99 km  | nessuno                                                   |
| Teisserenc      | Léon Philippe Teisserenc de Bort - Meteorologo francese (1855-1913). | 31,96° N   | 223,72° E   | 62,31 km  | C P Q                                                     |
| Tempel          | Ernst Wilhelm Tempel - Astronomo tedesco (1821-1889).                | 3,76° N    | 11,86° E    | 43,19 km  | nessuno                                                   |
| Ten Bruggencate | Paul ten Bruggencate - Astronomo tedesco (1901-1961).                | 9,58° S    | 134,66° E   | 59,95 km  | C D H Y                                                   |
| Tereshkova      | Valentina Tereškova - Cosmonauta sovietica (1937-).                  | 28,21° N   | 143,84° E   | 31,33 km  | U                                                         |
| Tesla           | Nikola Tesla - Scienziato serbo (1856-1943).                         | 38,36° N   | 124,73° E   | 41,15 km  | J                                                         |
| Thales          | Talete - Matematico greco (c. 636-546 a.C.).                         | 61,74° N   | 50,27° E    | 30,75 km  | A E F G H W                                               |
| Tharp           | Marie Tharp - Oceanografa statunitense (1920-1986).                  | 30,6° S    | 145,63° E   | 13,45 km  | nessuno                                                   |
| Theaetetus      | Teetèto - Matematico greco (c. 417-369 a.C.).                        | 37,01° N   | 6,06° E     | 24,59 km  | nessuno                                                   |
| Thebit          | Thābit ibn Qurra - Astronomo arabo (826-901).                        | 22,01° S   | 355,98° E   | 54,64 km  | A B C D E F J K L P Q R S T U                             |
| Theiler         | Max Theiler - Medico sudafricano (1899-1972).                        | 13,36° N   | 82,85° E    | 8,28 km   | nessuno                                                   |
| Theon Junior    | Teone di Alessandria - Astronomo greco (?-c. 380).                   | 2,41° S    | 15,79° E    | 17,61 km  | B C                                                       |
| Theon Senior    | Teone di Smirne - Astronomo greco (fl. 130 d.C.).                    | 0,81° S    | 15,42° E    | 18,02 km  | A B C                                                     |
| Theophilus      | Teofilo di Alessandria - Astronomo greco (? - 412 d.C.).             | 11,45° S   | 26,28° E    | 98,59 km  | B E F G K W                                               |
| Theophrastus    | Teofrasto - Filosofo greco (c. 372-287 a.C.).                        | 17,46° N   | 39,06° E    | 8,03 km   | nessuno                                                   |
| Thiel           | Walter Thiel - Progettista di razzi tedesco (1910-1943).             | 40,17° N   | 225,44° E   | 35,67 km  | T                                                         |
| Thiessen        | Georg Heinrich Thiessen - Astronomo tedesco (1914-1961).             | 74,86° N   | 190,5° E    | 66,39 km  | Q W                                                       |
| Thomson         | Joseph John Thomson - Fisico britannico (1856-1940).                 | 32,32° S   | 166,04° E   | 117,25 km | J M V W                                                   |
| Tian Shi        | Tian Shi - Uno dei tre recinti delle costellazioni cinesi.           | 44,1° N    | 340,55° E   | 0,47 km   | nessuno                                                   |
| Tianjin         | Tianjin - Antica costellazione cinese.                               | 44,93° S   | 178,81° E   | 3,9 km    | nessuno                                                   |
| Tikhomirov      | Nikolaj Ivanovič Tikhomirov - Chimico sovietico (1860-1930).         | 24,2° N    | 161,33° E   | 86,43 km  | J K N R T X Y                                             |
| Tikhov          | Gavriil Adrianovič Tichov - Astronomo sovietico (1875-1960).         | 61,66° N   | 172,29° E   | 83,97 km  | nessuno                                                   |
| Tiling          | Reinhold Tiling - Progettista di razzi tedesco (1890-1933).          | 52,85° S   | 226,89° E   | 38,23 km  | C D F G                                                   |
| Timaeus         | Timeo di Locri - Astronomo greco (? - c. 400 a.C.).                  | 62,91° N   | 359,45° E   | 32,81 km  | nessuno                                                   |
| Timiryazev      | Kliment Arkad'evič Timirjazev - Botanico russo (1843-1920).          | 5,09° S    | 212,85° E   | 52,15 km  | B L P S W                                                 |
| Timocharis      | Timocari - Astronomo greco (fl. c. 280 a.C.).                        | 26,72° N   | 346,9° E    | 34,14 km  | (A) B C D E (F) H (K)                                     |
| Tiselius        | Arne Tiselius - Biochimico svedese (1902-1971).                      | 6,89° N    | 176,7° E    | 53,75 km  | E L                                                       |
| Tisserand       | Félix Tisserand - Astronomo francese (1845-1896).                    | 21,41° N   | 48,17° E    | 34,63 km  | A B D K                                                   |
| Titius          | Johann Daniel Titius - Astronomo tedesco (1729-1796).                | 26,75° S   | 100,66° E   | 68,42 km  | J N Q R                                                   |
| Titov           | German Stepanovič Titov - Cosmonauta sovietico (1935-2000).          | 28,55° N   | 150,29° E   | 29,61 km  | E                                                         |
| Tolansky        | Samuel Tolansky - Fisico britannico (1907-1973).                     | 9,52° S    | 344,02° E   | 13,03 km  | nessuno                                                   |
| Tooley          | Craig Tooley - Capo progetto statunitense (1960-2017).               | 88,04° S   | 51,31° E    | 7 km      | nessuno                                                   |
| Torricelli      | Evangelista Torricelli - Fisico italiano (1608-1647).                | 4,72° S    | 28,4° E     | 30,87 km  | A B C F G H J K L M N P R T                               |
| Toscanelli      | Paolo dal Pozzo Toscanelli - Cartografo italiano (1397-1482).        | 27,96° N   | 312,39° E   | 7,05 km   | nessuno                                                   |
| Townley         | Sidney Dean Townley - Astronomo statunitense (1867-1946).            | 3,42° N    | 63,19° E    | 17,68 km  | nessuno                                                   |
| Tralles         | Johann Georg Tralles - Fisico tedesco (1763-1822).                   | 28,32° N   | 52,85° E    | 44,16 km  | A B C                                                     |
| Triesnecker     | Franz de Paula Triesnecker - Astronomo austriaco (1745-1817).        | 4,18° N    | 3,6° E      | 24,97 km  | D E F G H J                                               |
| Trouvelot       | Étienne Léopold Trouvelot - Astronomo francese (1827-1895).          | 49,37° N   | 5,79° E     | 8,5 km    | G H                                                       |
| Trumpler        | Robert Julius Trumpler - Astronomo statunitense (1866-1956).         | 29,33° N   | 167,14° E   | 76,17 km  | V                                                         |
| Tsander         | Fridrich Cander - Progettista di razzi sovietico (1887-1933).        | 5,39° N    | 210,31° E   | 159,95 km | B R S V                                                   |
| Tseraskiy       | Vitol'd Karlovič Tseraskiy - Astronomo russo (1849-1925).            | 48,66° S   | 142,64° E   | 65,59 km  | K P                                                       |
| Tsinger         | Nikolaj Yakovlevič Tsinger - Astronomo russo (1842-1918).            | 56,54° N   | 175,71° E   | 44,21 km  | W Y                                                       |
| Tsiolkovskiy    | Konstantin Ėduardovič Ciolkovskij - Fisico sovietico (1857-1935).    | 20,38° S   | 128,97° E   | 184,39 km | W X                                                       |
| Tsu Chung-Chi   | Zu Chongzhi - Matematico cinese (430-501).                           | 17,16° N   | 145,16° E   | 28,53 km  | W                                                         |
| Tucker          | Richard Hawley Tucker - Astronomo statunitense (1859-1952).          | 5,62° S    | 88,21° E    | 6,78 km   | nessuno                                                   |
| Turner          | Herbert Hall Turner - Astronomo britannico (1861-1930).              | 1,4° S     | 346,76° E   | 11,22 km  | A B C F H K L M N Q                                       |
| Tycho           | Tycho Brahe - Astronomo danese (1546-1601).                          | 43,3° S    | 348,78° E   | 85,29 km  | A B C D E F H J K P Q R S T U V W X Y Z                   |
| Tyndall         | John Tyndall - Fisico britannico (1820-1893).                        | 35,2° S    | 117,64° E   | 20,94 km  | S                                                         |

## U
| Cratere     | Eponimo                                                | Latitudine | Longitudine | Diametro | Crateri minori            |
| ----------- | ------------------------------------------------------ | ---------- | ----------- | -------- | ------------------------- |
| Ukert       | Friedrich August Ukert - Umanista tedesco (1780-1851). | 7,71° N    | 1,37° E     | 21,71 km | A B E J K M N P R V W X Y |
| Ulugh Beigh | Uluğ Bek - Astronomo mongolo (1394-1449).              | 32,67° N   | 278,04° E   | 57,04 km | A B C D M                 |
| Urey        | Harold Urey - Chimico statunitense (1893-1981).        | 27,93° N   | 87,43° E    | 39,29 km | nessuno                   |

## V
| Cratere        | Eponimo | Latitudine | Longitudine | Diametro  | Crateri minori                  |
| -------------- | --- | ---------- | ----------- | --------- | ------------------------------- |
| Väisälä        | Yrjö Väisälä - Astronomo finlandese (1891-1971).                                                                               | 25,9° N    | 312,1° E    | 8,12 km   | nessuno                         |
| Valera         | Valera - Nome maschile russo, diminutivo del nome di origine latina Valery. Sito d'allunaggio di Lunokhod-1.                   | 38,3° N    | 325° E      | 0,1 km    | nessuno                         |
| Valier         | Max Valier - Progettista di razzi tedesco (1895-1930).                                                                         | 6,65° N    | 174,26° E   | 65,06 km  | J P                             |
| van Albada     | Gale Bruno van Albada - Astronomo olandese (1912-1972).                                                                        | 9,36° N    | 64,35° E    | 22,92 km  | nessuno                         |
| Van Biesbroeck | George Van Biesbroeck - Astronomo belga-statunitense (1880-1974).                                                              | 28,77° N   | 314,41° E   | 9,08 km   | nessuno                         |
| Van de Graaff  | Robert Van de Graaff - Fisico statunitense (1901-1967).                                                                        | 27,04° S   | 172,01° E   | 240,47 km | C F J M Q                       |
| Van den Bergh  | George van den Bergh - Astronomo olandese (1890-1966).                                                                         | 30,91° N   | 200,79° E   | 43,42 km  | F M P Y                         |
| van den Bos    | Willem Hendrik van den Bos - Astronomo sudafricano (1896-1974).                                                                | 5,26° S    | 145,95° E   | 25,18 km  | nessuno                         |
| Van der Waals  | Johannes Diderik van der Waals - Fisico olandese (1837-1923).                                                                  | 43,56° S   | 119,98° E   | 113,37 km | B C H K W                       |
| Van Gent       | Hendrik van Gent - Astronomo olandese (1900-1947).                                                                             | 15,42° N   | 160,27° E   | 44,37 km  | D N P T U X                     |
| Van Maanen     | Adriaan van Maanen - Astronomo olandese-statunitense (1884-1946).                                                              | 36,03° N   | 128,18° E   | 46,42 km  | K                               |
| van Rhijn      | Pieter Johannes van Rhijn - Astronomo olandese (1886-1960).                                                                    | 52,47° N   | 146,37° E   | 46,16 km  | T                               |
| van't Hoff     | Jacobus Henricus van 't Hoff - Chimico olandese (1852-1911).                                                                   | 61,75° N   | 227,32° E   | 107,3 km  | F M N                           |
| Van Vleck      | John Monroe Van Vleck - Astronomo statunitense (1833-1912).                                                                    | 1,77° S    | 78,2° E     | 33,48 km  | nessuno                         |
| Van Wijk       | Uco van Wijk - Astronomo olandese-statunitense (1924-1966).                                                                    | 62,5° S    | 119,06° E   | 31,06 km  | nessuno                         |
| Vasco da Gama  | Vasco da Gama - Esploratore portoghese (c. 1460-1524).                                                                         | 13,78° N   | 276,06° E   | 93,52 km  | A B C F P R S T                 |
| Vashakidze     | Mikheil Alexandres dze Vashakidze - Astronomo sovietico (1909-1956).                                                           | 43,65° N   | 93,01° E    | 44,99 km  | nessuno                         |
| Vasya          | Vasya - Nome maschile russo, diminutivo del nome di origine latina Vasily. Sito d'allunaggio di Lunokhod-1.                    | 38,3° N    | 325° E      | 0,1 km    | nessuno                         |
| Vaughan        | Dorothy Vaughan - Matematica statunitense (1910-2008).                                                                         | 41,41° S   | 188,15° E   | 3 km      | nessuno                         |
| Vavilov        | Nikolaj Ivanovič e Sergej Ivanovič Vavilov - Botanico e fisico sovietici, fratelli. Rispettivamente (1887-1943) e (1891-1951). | 0,87° S    | 221,23° E   | 98,22 km  | D K P                           |
| Vega           | Jurij Vega - Matematico sloveno di nascita tedesco (1754-1802).                                                                | 45,41° S   | 63,27° E    | 73,51 km  | A B C D G H J                   |
| Vendelinus     | Godefroy Wendelin - Astronomo belga (1580-1667).                                                                               | 16,46° S   | 61,55° E    | 141,21 km | D E F H K L N P S T U V W Y Z   |
| Vening Meinesz | Felix Andries Vening Meinesz - Geofisico olandese (1887-1966).                                                                 | 0,1° S     | 162,51° E   | 88,69 km  | C Q T W Z                       |
| Ventris        | Michael Ventris - Linguista britannico (1922-1956).                                                                            | 4,77° S    | 157,97° E   | 100,74 km | A B C D M N R                   |
| Vera           | Vera - Nome femminile latino.                                                                                                  | 26,33° N   | 316,29° E   | 2,27 km   | nessuno                         |
| Vernadskiy     | Vladimir Ivanovič Vernadskij - Mineralogista sovietico (1863-1945).                                                            | 23,11° N   | 130,43° E   | 91,97 km  | (B) U X                         |
| Verne          | Verne - Nome maschile latino.                                                                                                  | 24,95° N   | 334,62° E   | 1,54 km   | nessuno                         |
| Vertregt       | Marinus Vertregt - Chimico olandese (1897-1973).                                                                               | 19,3° S    | 171,12° E   | 172,76 km | J K L P R                       |
| Very           | Frank Washington Very - Astronomo statunitense (1852-1927).                                                                    | 25,62° N   | 25,35° E    | 4,65 km   | nessuno                         |
| Vesalius       | Andrea Vesalio - Dottore belga (1514-1564).                                                                                    | 3,23° S    | 114,79° E   | 64,65 km  | C D G H J M                     |
| Vestine        | Ernest Harry Vestine - Geofisico statunitense (1906-1968).                                                                     | 33,87° N   | 93,68° E    | 97,81 km  | A T                             |
| Vetchinkin     | Vladimir Petrovič Vetčinkin - Fisico sovietico (1888-1950).                                                                    | 9,77° N    | 131,08° E   | 94,29 km  | F K P Q                         |
| Vieta          | François Viète - Matematico francese (1540-1603).                                                                              | 29,31° S   | 303,47° E   | 87,16 km  | A B C D E F G H J K L M P R T Y |
| Vil'ev         | Mikhail Anatol'evič Vil'ev - Astronomo russo (1893-1919).                                                                      | 5,76° S    | 144,39° E   | 45,83 km  | B J W                           |
| Virchow        | Rudolf Virchow - Patologo tedesco (1821-1902).                                                                                 | 9,88° N    | 83,77° E    | 18,83 km  | nessuno                         |
| Virtanen       | Artturi Ilmari Virtanen - Biochimico finlandese (1895-1973).                                                                   | 15,64° N   | 176,74° E   | 39,65 km  | B C F J Z                       |
| Vitello        | Witelo - Matematico polacco (1210-1285).                                                                                       | 30,42° S   | 322,45° E   | 42,51 km  | A B C D E G H K L M N P R S T X |
| Vitruvius      | Marco Vitruvio Pollione - Architetto romano (c. 80 - c. 25 a.C.).                                                              | 17,66° N   | 31,28° E    | 30,94 km  | (A) B (E) G H L M T             |
| Vitya          | Vitya - Nome maschile russo, diminutivo del nome di origine latina Victor. Sito d'allunaggio di Lunokhod-1.                    | 38,3° N    | 325° E      | 0,2 km    | nessuno                         |
| Viviani        | Vincenzo Viviani - Matematico italiano (1622-1703).                                                                            | 5,16° N    | 117,15° E   | 26,94 km  | N P                             |
| Vlacq          | Adriaan Vlacq - Matematico olandese (c. 1600-1667).                                                                            | 53,39° S   | 38,69° E    | 89,21 km  | A B C D E G H K                 |
| Vogel          | Hermann Carl Vogel - Astronomo tedesco (1841-1907).                                                                            | 15,11° S   | 5,83° E     | 26,3 km   | A B C                           |
| Volkov         | Vladislav Nikolaevič Volkov - Cosmonauta sovietico (1935-1971).                                                                | 13,62° S   | 131,67° E   | 40,84 km  | F J                             |
| Volta          | Alessandro Volta - Fisico italiano (1745-1827).                                                                                | 53,9° N    | 275,23° E   | 117,15 km | B D                             |
| Volterra       | Vito Volterra - Matematico italiano (1860-1940).                                                                               | 56,55° N   | 131,64° E   | 55,1 km   | R                               |
| von Baeyer     | Adolf von Baeyer - Chimico tedesco (1835-1917).                                                                                | 81,8° S    | 61,87° E    | 13,46 km  | nessuno                         |
| von Behring    | Emil Adolf von Behring - Medico tedesco (1854-1917).                                                                           | 7,75° S    | 71,72° E    | 37,65 km  | nessuno                         |
| von Békésy     | Georg von Békésy - Fisico ungherese (1899-1972).                                                                               | 51,92° N   | 126,73° E   | 96,25 km  | F T                             |
| von Braun      | Wernher von Braun - Progettista di razzi tedesco naturalizzato statunitense (1912-1977).                                       | 41,04° N   | 281,92° E   | 61,83 km  | nessuno                         |
| Von der Pahlen | Emanuel von der Pahlen - Astronomo tedesco (1882-1952).                                                                        | 24,84° S   | 226,99° E   | 53,89 km  | E H V                           |
| Von Kármán     | Theodore von Kármán - Scienziato aeronautico ungherese naturalizzato statunitense (1881-1963).                                 | 44,45° S   | 176,25° E   | 186,35 km | L M R                           |
| Von Neumann    | John von Neumann - Matematico statunitense (1903-1957).                                                                        | 40,28° N   | 153,25° E   | 74,83 km  | nessuno                         |
| Von Zeipel     | Edvard Hugo von Zeipel - Astronomo svedese (1873-1959).                                                                        | 42,19° N   | 218,07° E   | 83,41 km  | J                               |
| Voskresenskiy  | Leonid Alexandrovič Voskresenskiy - Progettista di razzi sovietico (1913-1965).                                                | 27,91° N   | 271,88° E   | 49,37 km  | K                               |

## W
| Cratere        | Eponimo | Latitudine | Longitudine | Diametro  | Crateri minori                                    |
| -------------- | --- | ---------- | ----------- | --------- | ------------------------------------------------- |
| W. Bond        | William Cranch Bond - Astronomo statunitense (1789-1859). | 65,41° N   | 3,52° E     | 170,53 km | B C D E F G                                       |
| Walker         | Joseph Albert Walker - Pilota sperimentale statunitense (1921-1966).                                                                                          | 25,82° S   | 198,08° E   | 32,94 km  | A G N R W                                         |
| Wallace        | Alfred Russel Wallace - Naturalista britannico (1823-1913).                                                                                                   | 20,26° N   | 351,25° E   | 25,71 km  | A (B) C D H K T                                   |
| Wallach        | Otto Wallach - Chimico tedesco (1847-1931). | 4,89° N    | 32,27° E    | 5,74 km   | nessuno                                           |
| Walter         | Walter - Nome maschile tedesco. | 28,04° N   | 326,19° E   | 1,26 km   | nessuno                                           |
| Walther        | Bernard Walther - Astronomo tedesco (1430-1504). | 33,25° S   | 0,62° E     | 134,23 km | A B C D E F G J K L M N O P Q R S T U W X         |
| Wan-Hoo        | Wan Hu - Leggendario pioniere del volo cinese (fl. 1500?). | 9,96° S    | 221,09° E   | 53,28 km  | T                                                 |
| Wapowski       | Bernard Wapowski - Cartografo polacco (1450-1535). | 83,08° S   | 53,79° E    | 11,45 km  | nessuno                                           |
| Wargentin      | Pehr Vilhelm Wargentin - Astronomo svedese (1717-1783). | 49,53° S   | 299,56° E   | 84,69 km  | A B C D E F H K L M P                             |
| Wargo          | Michael J. Wargo - Planetologo statunitense (1951-2013). | 27,68° N   | 148,62° W   | 13,9 km   | nessuno                                           |
| Warner         | Worcester Reed Warner - Inventore statunitense (1846-1929).                                                                                                   | 3,98° S    | 87,35° E    | 34,51 km  | nessuno                                           |
| Waterman       | Alan Tower Waterman - Fisico statunitense (1892-1967). | 25,7° S    | 128,18° E   | 74,91 km  | nessuno                                           |
| Watson         | James Craig Watson - Astronomo statunitense (1838-1880). | 62,59° S   | 235,95° E   | 59,43 km  | G                                                 |
| Watt           | James Watt - Inventore scozzese (1736-1819). | 49,6° S    | 48,48° E    | 66,54 km  | A B C D E F G H J K L M N R S T U W               |
| Watts          | Chester Burleigh Watts - Astronomo statunitense (1889-1971).                                                                                                  | 8,84° N    | 46,31° E    | 15,55 km  | nessuno                                           |
| Webb           | Thomas William Webb - Astronomo britannico (1806-1885). | 0,98° S    | 60° E       | 21,41 km  | B C D E F G H J K L M N P Q (R) U W X             |
| Weber          | Wilhelm Eduard Weber - Fisico tedesco (1804-1891). | 50,06° N   | 236,21° E   | 43,95 km  | N                                                 |
| Wegener        | Alfred Wegener - Geofisico tedesco (1880-1930). | 45,21° N   | 246,19° E   | 95,78 km  | K W                                               |
| Weierstrass    | Karl Weierstrass - Matematico tedesco (1815-1897). | 1,26° S    | 77,15° E    | 31,32 km  | nessuno                                           |
| Weigel         | Erhard Weigel - Matematico tedesco (1625-1699). | 58,39° S   | 320,66° E   | 34,85 km  | A B D E F G H                                     |
| Weinek         | Ladislaus Weinek - Astronomo cecoslovacco (1848-1913). | 27,57° S   | 37,06° E    | 32,01 km  | A B D E F G H K L M                               |
| Weiss          | Edmund Weiss - Astronomo tedesco (1837-1917). | 31,76° S   | 340,41° E   | 66,56 km  | A B D E                                           |
| Werner         | Johann Werner - Matematico tedesco (1468-1528). | 28,03° S   | 3,29° E     | 70,59 km  | A B D E F G H                                     |
| Wexler         | Harry Wexler - Meteorologo statunitense (1911-1962). | 68,88° S   | 90,71° E    | 52,44 km  | E H U V                                           |
| Weyl           | Hermann Weyl - Matematico tedesco-statunitense (1885-1955).                                                                                                   | 15,97° N   | 239,47° E   | 122,82 km | nessuno                                           |
| Whewell        | William Whewell - Filosofo britannico (1794-1866). | 4,16° N    | 13,73° E    | 13,05 km  | A B                                               |
| Whipple        | Fred Lawrence Whipple - Astronomo statunitense (1906-2004).                                                                                                   | 89,14° N   | 120,02° E   | 14,53 km  | nessuno                                           |
| Whitaker       | Ewen Whitaker - Astronomo britannico-americano (1922-2016).                                                                                                   | 84,67° S   | 0,69° E     | 20 km     | nessuno                                           |
| White          | Edward White - Astronauta statunitense (1930-1967). | 44,8° S    | 200,96° E   | 42,34 km  | W                                                 |
| Wichmann       | Moritz Ludwig George Wichmann - Astronomo tedesco (1821-1859).                                                                                                | 7,54° S    | 321,87° E   | 9,77 km   | A B C D R                                         |
| Widmannstätten | Alois von Beckh-Widmanstätten - Fisico tedesco (1754-1849).                                                                                                   | 6,09° S    | 85,43° E    | 52,88 km  | nessuno                                           |
| Wiechert       | Emil Wiechert - Geofisico tedesco (1861-1928). | 84,03° S   | 164,7° E    | 40,82 km  | A E J P U                                         |
| Wiener         | Norbert Wiener - Matematico statunitense (1894-1964). | 40,9° N    | 146,51° E   | 113,39 km | F H K Q                                           |
| Wildt          | Rupert Wildt - Astronomo tedesco-statunitense (1905-1976). | 9,02° N    | 75,83° E    | 12,31 km  | nessuno                                           |
| Wilhelm        | Guglielmo IV d'Assia-Kassel - Astronomo tedesco (1532-1592).                                                                                                  | 43,21° S   | 339,06° E   | 100,83 km | A B C D E F G H J K L M N O P Q R S T U V W X Y Z |
| Wilkins        | Hugh Percy Wilkins - Selenografo britannico (1896-1960). | 29,58° S   | 19,58° E    | 59,44 km  | A B C D E F G H                                   |
| Williams       | Arthur Stanley Williams - Astronomo britannico (1861-1938).                                                                                                   | 42,02° N   | 37,31° E    | 36,36 km  | F M N R                                           |
| Wilsing        | Johannes Wilsing - Astronomo tedesco (1856-1943). | 20,97° S   | 204,95° E   | 66,8 km   | C D R T U V W X Z                                 |
| Wilson         | Alexander, Charles Thomson Rees e Ralph Elmer Wilson - Astronomo scozzese (1714-1786), fisico scozzese (1869-1959) e astronomo statunitense (1886-1960).      | 69,33° S   | 317,17° E   | 66,57 km  | A C E F                                           |
| Winkler        | Johannes Winkler - Progettista di razzi tedesco (1897-1947).                                                                                                  | 42,23° N   | 181,19° E   | 22,85 km  | A E L                                             |
| Winlock        | Joseph Winlock - Astronomo statunitense (1826-1875). | 35,4° N    | 254,08° E   | 63,93 km  | M W                                               |
| Winthrop       | John Winthrop - Astronomo statunitense (1714-1779). | 10,76° S   | 315,54° E   | 17,25 km  | nessuno                                           |
| Wöhler         | Friedrich Wöhler - Chimico tedesco (1800-1882). | 38,25° S   | 31,35° E    | 28,07 km  | A B C D E F G                                     |
| Wolf           | Max Wolf - Astronomo tedesco (1863-1932). | 22,79° S   | 343,37° E   | 25,74 km  | A B C E F G H S T                                 |
| Wollaston      | William Hyde Wollaston - Chimico britannico (1766-1828). | 30,6° N    | 313,02° E   | 9,64 km   | (C) D N P R U V                                   |
| Woltjer        | Jan Woltjer - Astronomo olandese (1891-1946). | 44,87° N   | 200,17° E   | 44,5 km   | P T                                               |
| Wood           | Robert Williams Wood - Fisico statunitense (1868-1955). | 43,66° N   | 238,17° E   | 84,15 km  | S T                                               |
| Wright         | Frederick Eugene, Thomas e William Hammond Wright - Astronomo statunitense (1877-1953), filosofo britannico (1711-1786) e astronomo statunitense (1871-1959). | 31,55° S   | 273,26° E   | 40,16 km  | A                                                 |
| Wróblewski     | Sigmund von Wróblewski - Fisico polacco (1845-1888). | 24° S      | 152,8° E    | 21,78 km  | nessuno                                           |
| Wrottesley     | John Wrottesley - Astronomo britannico (1798-1867). | 23,9° S    | 56,62° E    | 58,38 km  | A B                                               |
| Wurzelbauer    | Johann Philipp von Wurzelbauer - Astronomo tedesco (1651-1725).                                                                                               | 34,04° S   | 343,94° E   | 86,77 km  | A B C D E F G H L M N O P S W X Y Z               |
| Wyld           | James Hart Wyld - Progettista di razzi statunitense (1913-1953).                                                                                              | 1,42° S    | 98,1° E     | 103,4 km  | C J                                               |

## X
| Cratere    | Eponimo                                           | Latitudine | Longitudine | Diametro  | Crateri minori      |
| ---------- | ------------------------------------------------- | ---------- | ----------- | --------- | ------------------- |
| Xenophanes | Senofane - Filosofo greco (c. 570 - c. 478 a.C.). | 57,49° N   | 277,99° E   | 117,57 km | A B C D E F G K L M |
| Xenophon   | Senofonte - Filosofo greco (c. 430-354 a.C.).     | 22,79° S   | 122,05° E   | 25,5 km   | nessuno             |
| Xu Guangqi | Xu Guangqi - Astronomo cinese (1562-1633).        | 43,06° N   | 308,07° E   | 0,4 km    | nessuno             |
| Xu Xiake   | Xu Xiake - Esploratore cinese (1586-1641).        | 40,90° S   | 206,24° E   | 10 km     | nessuno             |

## Y
| Cratere    | Eponimo                                                               | Latitudine | Longitudine | Diametro  | Crateri minori |
| ---------- | --------------------------------------------------------------------- | ---------- | ----------- | --------- | -------------- |
| Yablochkov | Pavel Nikolayevič Yabločkov - Ingegnere russo (1847-1894).            | 60,78° N   | 127,58° E   | 101,49 km | U              |
| Yakovkin   | Avenir Aleksandrovič Jakovkin - Astronomo sovietico (1887-1974).      | 54,42° S   | 281,07° E   | 35,92 km  | nessuno        |
| Yamamoto   | Issei Yamamoto - Astronomo giapponese (1889-1959).                    | 58,16° N   | 161,87° E   | 77,46 km  | (W)            |
| Yangel'    | Michail Kuz'mič Jangel' - Progettista di razzi sovietico (1911-1971). | 16,96° N   | 4,69° E     | 7,87 km   | nessuno        |
| Yerkes     | Charles Tyson Yerkes - Mecenate statunitense (1837-1905).             | 14,6° N    | 51,7° E     | 34,94 km  | E V            |
| Yoshi      | Yoshi - Nome maschile giapponese.                                     | 24,56° N   | 10,99° E    | 0,5 km    | nessuno        |
| Young      | Thomas Young - Fisico britannico (1773-1829).                         | 41,54° S   | 50,98° E    | 71,44 km  | A B C D F R S  |

## Z
| Cratere         | Eponimo                                                                    | Latitudine | Longitudine | Diametro  | Crateri minori                |
| --------------- | -------------------------------------------------------------------------- | ---------- | ----------- | --------- | ----------------------------- |
| Zach            | Franz Xaver von Zach - Astronomo ungherese (1754-1832).                    | 60,92° S   | 5,25° E     | 68,54 km  | A B C D E F G H J K L M       |
| Zagut           | Abraham Zacuto - Astronomo spagnolo (c. 1450-c. 1522).                     | 31,94° S   | 21,89° E    | 78,92 km  | A B C D E F H K L M N O P R S |
| Zähringer       | Joseph Zähringer - Fisico tedesco (1929-1970).                             | 5,51° N    | 40,21° E    | 11,19 km  | nessuno                       |
| Zanstra         | Herman Zanstra - Astronomo olandese (1894-1972).                           | 2,93° N    | 124,69° E   | 39,5 km   | A K M                         |
| Zasyadko        | Aleksandr Dmitrievič Zasjadko - Inventore russo (1779-1837).               | 3,96° N    | 94,19° E    | 10,27 km  | nessuno                       |
| Zeeman          | Pieter Zeeman - Fisico olandese (1865-1943).                               | 75,07° S   | 224,94° E   | 186,56 km | E G U X Y                     |
| Zelinskiy       | Nikolaj Dmitrievič Zelinskij - Chimico sovietico (1860-1953).              | 28,74° S   | 166,86° E   | 53,95 km  | Y                             |
| Zeno            | Zenone di Cizio - Filosofo greco (c. 335-263 a.C.).                        | 45,15° N   | 72,98° E    | 66,78 km  | A B D E F G H J K P U V W X   |
| Zernike         | Frits Zernike - Fisico olandese (1888-1966).                               | 18,34° N   | 168,4° E    | 50,68 km  | T W Z                         |
| Zhang Yuzhe     | Zhang Yuzhe - Astronomo cinese (1902-1986).                                | 69,07° S   | 222,18° E   | 38 km     | nessuno                       |
| Zhang Zhongjing | Zhang Zhongjing - Medico cinese (150-219).                                 | 41,56° S   | 205,13° E   | 1,50 km   | nessuno                       |
| Zhinyu          | Zhinyu - Antica costellazione cinese.                                      | 45,34° S   | 176,15° E   | 3,8 km    | nessuno                       |
| Zhiritskiy      | Georgiy Sergeevič Zhiritskiy - Progettista di razzi sovietico (1893-1966). | 24,84° S   | 120,26° E   | 33,36 km  | F Z                           |
| Zhukovskiy      | Nikolaj Egorovič Žukovskij - Fisico russo (1847-1921).                     | 7,55° N    | 192,72° E   | 82,07 km  | Q T U W X Z                   |
| Zi Wei          | Zi Wei - Uno dei tre recinti delle costellazioni cinesi.                   | 44,12° N   | 340,48° E   | 0,42 km   | nessuno                       |
| Zinner          | Ernst Zinner - Astronomo tedesco (1886-1970).                              | 26,64° N   | 301,14° E   | 4,56 km   | nessuno                       |
| Zöllner         | Johann Karl Friedrich Zöllner - Astronomo tedesco (1834-1882).             | 7,97° S    | 18,9° E     | 47,69 km  | A D E F G H J K               |
| Zsigmondy       | Richard Adolf Zsigmondy - Chimico austriaco (1865-1929).                   | 59,52° N   | 254,7° E    | 66,88 km  | A S Z                         |
| Zucchius        | Niccolò Zucchi - Matematico italiano (1586-1670).                          | 61,38° S   | 309,35° E   | 63,18 km  | A B C D E F G H K             |
| Zupus           | Giovanni Battista Zupi - Astronomo italiano (c. 1590-1650).                | 17,18° S   | 307,63° E   | 35,29 km  | A B C D F K S V X Y Z         |
| Zwicky          | Fritz Zwicky - Astrofisico svizzero (1898-1974).                           | 16,17° S   | 167,64° E   | 126,06 km | N R S                         |